# Génerville
Génerville is een plaats in het Franse departement Eure-et-Loir in de gemeente Sours.

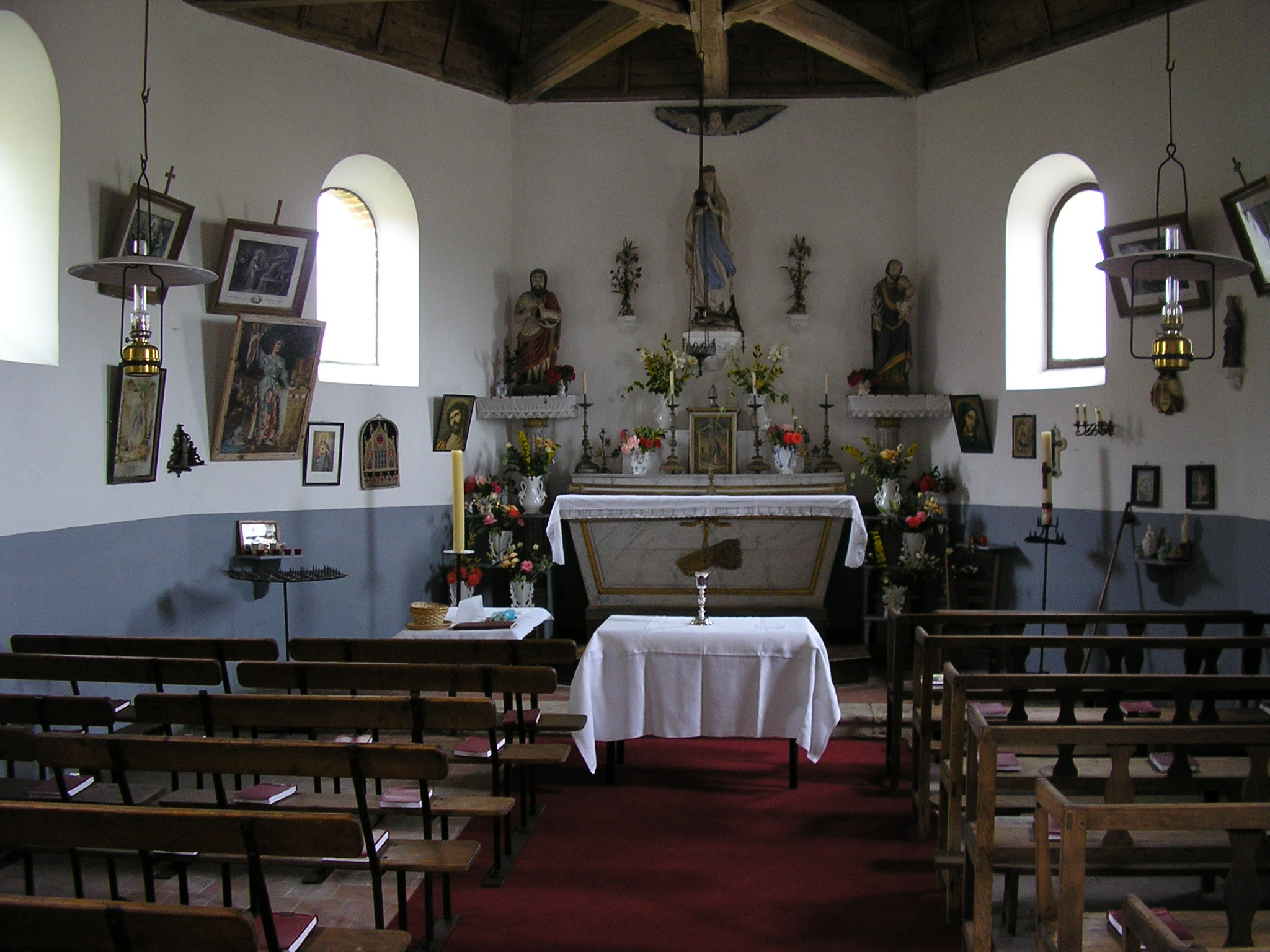
Kapel van Johannes de Doper in Génerville